# Вовк арктичний
Мелвілський острівний вовк, Елсмірський острівний вовк або Арктичний вовк (лат. Canis lupus arctos) — підвид вовка, який зустрічається на групі арктичних островів в Північній Америці і в північній частині Гренландії. На честь одного з островів, Мелвілла, підвид отримав свою назву (аналогічно, елсмірський на честь острова Елсмір). Особина цього підвиду виділяється світлим білим або сірим хутром.

## Опис
Середня особина менше особини звичайного вовка, самки менше самців. Довжина середньої особини разом з хвостом варіюється від 90 до 180 см, висота до плеча — 63-79 см. Середня вага близько 45 кг, дорослі самці часом досягають ваги 80 кг. Відрізняється маленьким розміром вух, що допомагає йому зберігати тепло в холодному кліматі. (В цілому, серед підвидів вовка є така тенденція: чим північніше ареал підвиду, тим менше вуха у його особин.)
Тривалість життя  — 7-10 років, проте в неволі термін їх життя збільшується до 18-и років.

## Полювання
Як і всі інші вовки, полюють зграями. Основний їх раціон складають північні олені і вівцебики. Також вовки харчуються арктичними зайцями і лемінгами, а часом і лосями, коли ті провалюються в товстий сніг і не можуть чинити опору зграї. Через нестачу пасовищ північні олені змушені кочувати по величезних територіях, площею близько 2600 км². Подібні відстані доводиться долати і вовкам в пошуку здобичі.
В цілому на полюванні вовк зустрічає масу проблем. Наприклад, північний олень, основний видобуток вовка, значно перевершує за швидкістю навіть дорослого самця, тому зграя або нападає на старих, хворих, що відбилися від стада, або застосовує загонну тактику. Частина зграї влаштовує засідку, в яку інша частина жене стадо, або переслідують здобич по черзі, поки та не виб'ється з сил. Ще складніше для вовка полювання на вівцебиків: ті під час нападу утворюють щільне кільце, ховаючи телят всередині.

## Зграя
Вовки об'єднуються в зграї насамперед через їх спосіб полювання. Маленька група не може влаштовувати засідки і розбивати кільце вівцебиків. З іншого боку, великій зграї складніше себе прогодувати. Саме тому середній розмір зграї 5-10 особин. В цілому ж, структура зграї збігається зі структурою зграї виду в цілому.

## Розмноження
Зазвичай, потомство дає тільки домінантна пара, але у великих зграях спаровуватися можуть і інші. Через арктичну вічну мерзлоту і пов'язані з цим труднощі для викопування лігва, вовки часто використовують уступи скель, печери або навіть невеликі поглиблення. У самки народжується 2-3 дитинчати в період з пізнього травня по ранній червень, тобто, на місяць пізніше, ніж у сірих вовків. Вважається, що менша чисельність потомства в порівнянні з чотирма-п'ятьма у сірих вовків викликана нестачею здобичі в Арктиці. Вагітність триває 63 дні. Вовченята залишаються з матір'ю на 2 роки.

### Поширення
Мелвілський острівний вовк — єдиний підвид сірого вовка, який все ще живе на всьому своєму первісному ареалі, в основному тому, що в тих місцевостях рідко зустрічаються люди.